# Holy Island (Walia)
Holy Island (wal. Ynys Gybi) – mała wyspa (o wymiarach 12,3 × 5,6 km) na zachód od Anglesey w północno-zachodniej Walii, administracyjnie część hrabstwa Anglesey.
Największa miejscowość na wyspie to port Holyhead. Nazwa wyspy wiąże się z dużą liczbą celtyckich obiektów o znaczeniu religijnym, w tym menhirów, położonych na tej wyspie.
Wybrzeże wyspy obejmuje specjalny obszar ochronny, chroniący roślinność klifów morskich i suche wrzosowiska.